# F1 25
F1 25 es un videojuego de carreras desarrollado por Codemasters y publicado por EA Sports. Es la decimoctava entrada en la serie F1 y cuenta con la licencia para los campeonatos de Fórmula 1 y Fórmula 2 de la temporada 2025. El juego se lanzó el 30 de mayo de 2025 en ediciones físicas y digitales en PlayStation 5, Microsoft Windows y Xbox Series X|S.
El juego marca la primera entrada en un juego de Fórmula 1 que no se lanza en consolas de octava generación desde F1 2014, ya que F1 25 se centra en las consolas de la generación actual.

## Jugabilidad
El juego sigue el ciclo de juego tradicional de títulos anteriores, donde los jugadores conducen coches de Fórmula 1 y Fórmula 2 con mandos o volantes. El juego presenta a todos los pilotos y circuitos del Campeonato Mundial de Fórmula 1 de 2025; Yuki Tsunoda conduce para Red Bull Racing, mientras que Liam Lawson conduce para Racing Bulls, como ambos lo hicieron en la vida real desde el Gran Premio de Japón de 2025, aunque ambos aparecen conduciendo para el equipo contrario en Braking Point 3. El modo historia de Braking Point, que apareció en F1 2021 y F1 23, regresa en este juego.
Las pistas se renovaron con tecnología Lidar, se añadieron más mensajes de radio reales del equipo y se renovaron las ceremonias del podio. Las pistas escaneadas con láser incluyen Baréin, Miami, Melbourne, Suzuka e Imola. F1 25 también incorpora circuitos invertidos, una novedad en la serie; Silverstone, Zandvoort y el Red Bull Ring ahora se pueden conducir marcha atrás en los modos Gran Premio, Contrarreloj, Multijugador y Carrera. Los circuitos invertidos se rediseñaron con mejoras en las zonas DRS, la IA, las divisiones sectoriales, la parrilla de salida y las paradas en boxes.
El MyTeam, que se introdujo en F1 2020, recibió una actualización para F1 25, bautizada como "MyTeam 2.0". En lugar de ser el propietario-piloto como en juegos anteriores, los jugadores ahora pueden tomar las decisiones como propietarios de su equipo. El modelo de conducción del juego también se actualizó en respuesta a los comentarios negativos sobre el modelo de conducción de F1 24. La IA se ajustó para mejorar las carreras para los jugadores. Algunos pilotos del Campeonato de Fórmula 3 de la FIA de 2025 se incluyeron en el juego como iconos de piloto, así como los de Fórmula 2. En el lanzamiento, se muestran los pilotos de la temporada 2024, y se añadirán los de 2025 en una actualización.
Los jugadores también tienen la opción de jugar como los protagonistas de la película F1 (2025): Sonny Hayes, un corredor de alquiler que regresa a la Fórmula 1 luego de sufrir un accidente en la década de 1990 (interpretado por Brad Pitt) y Joshua "Noah" Pearce, un novato estrella y compañero de equipo de Sonny (interpretado por Damson Idris). Rubén Cervantes, dueño del equipo APXGP (interpretado por Javier Bardem), también aparece en el juego si el jugador usa el traje de piloto de APXGP en MyTeam. En el Iconic Edition del juego, los jugadores también pueden competir en escenarios que aparecen en la película. Hayes y Pearce, junto con los pilotos de Braking Point 3, también pueden aparecer como fichajes de pilotos en MyTeam.

## Modo historia:Braking Point 3
El modo historia Braking Point que se introdujo en F1 2021 ha regresado en F1 25, ambientado en las temporadas 2024 y 2025. Los pilotos Callie Mayer (con la voz de Emer Kenny) y Aiden Jackson (con la voz de Aiden Felgate) regresarán en Braking Point, al igual que Devon Butler (eje de la franquicia a imagen y semejanza de Adam Sanderson con la voz de Daniel Ben Zenou), Davidoff Butler (con la voz de David Bark-Jones), Casper Akkerman (con la voz de Christopher Dane) y Andreo Konner (con la voz de Joe Alessi). En el modo historia, el Konnersport Butler Global Racing Team luchará por el Campeonato del Mundo.
Como novedad en esta versión de Braking Point, en ciertos capítulos el jugador deberá elegir con qué piloto jugar, Callie Mayer o Aiden Jackson. Cualquiera que elija el jugador tendrá un desenlace único en la historia.

### Trama
En la temporada 2024, tras las pruebas de pretemporada en Baréin, el equipo Konnersport Butler Global Racing debe vencer a Red Bull Racing para ganar el campeonato. Durante el Gran Premio de Emilia-Romaña, Max Verstappen empujó a Aiden Jackson o Callie Mayer fuera de la pista antes de que ambos pilotos lograran recuperarse y terminar en tercera posición. Un mes después, en el Gran Premio de Austria, Jackson y Callie subieron al podio.
Justo después de liderar el Campeonato de Constructores en el Gran Premio de Bélgica, Devon se entera por Evelyn Mayer, la madre de Callie y Devon, de que Davidoff ha fallecido por enfermedad, lo que lleva a Callie a consolarlo. A pesar de su turbulenta relación con Davidoff, Callie pierde el control de su coche y George Russell y Nico Hülkenberg también se estrellan en el Gran Premio de los Países Bajos, lo que provoca una bandera roja. Como resultado, Konnersport cae al segundo puesto del Campeonato de Constructores. Devon se entera entonces de que, antes de morir, Davidoff le legó todos los activos de su empresa, Butler Global, incluyendo Konnersport. A medida que la preocupación de Callie aumenta en las siguientes carreras, Devon despide a Casper Akkerman como director del equipo después del Gran Premio de Brasil y Andreo Konner regresa a su puesto temporalmente, luego del Gran Premio de Catar. Por otro lado, Akkerman no ha hablado con Devon, tras haber rechazado muchas de sus llamadas y por lo tanto, termina anunciando su retirada definitiva a los medios.
Con Verstappen y Red Bull ganando ambos títulos al final de la temporada 2024, Konnersport comienza su temporada 2025 con la intención de asegurar el campeonato. Durante el Gran Premio de China, tras el final del periodo del coche de seguridad y con sus neumáticos perdiendo agarre, Callie logró contener a Lewis Hamilton y terminó en el podio. Después de la carrera, Devon inicialmente planeó reemplazar a Callie para asegurar el éxito del equipo, pero tras un debate, Devon decidió dejarla continuar.
Durante el fin de semana del Gran Premio de Gran Bretaña, Devon revela que comprar Konnersport para el negocio casi provocó la quiebra de Butler Global, lo que llevó a Callie a descubrir que Davidoff había comprado Konnersport antes de su muerte. Durante la carrera, tanto Callie como Liam Lawson se involucran en una colisión que lleva a su retiro de la carrera. Jackson logra asegurar un cuarto puesto, asegurando más puntos para el equipo. En el Gran Premio de Italia, Callie descubre que Davidoff, quien, durante una reunión con la junta, expresó abiertamente su deseo de apoyarla mientras se niega a vender Konnersport, lo que lleva a Callie a darse cuenta de que Davidoff realmente se preocupaba por ella. Durante la carrera, Jackson recibe una penalización de drive-through después de una escaramuza mientras se defendía de Verstappen.
Unos meses después, Devon y Konner llegan a un acuerdo para intercambiar sus puestos; Devon se convertiría en el director del equipo Konnersport, mientras que Konner formaría parte de la junta directiva de Butler Global. Con el equipo a punto de asegurar su campeonato en el Gran Premio de Abu Dabi, Akkerman, invitado a presenciar la acción, habla con Devon por primera vez desde su despido.
En la carrera, Verstappen y Charles Leclerc se ven involucrados en un incidente que provoca el retiro de Leclerc, mientras que Verstappen logra continuar. Esto permite a Jackson o Callie ganar el Campeonato de Pilotos y a Konnersport el de Constructores. Tras la celebración, Jackson o Callie reflexiona sobre su victoria junto a Devon y Konner, mientras que Akkerman afirma que a pesar de haberse retirado de la Fórmula 1, seguirá centrado en ser un buen padre y esposo.

## Desarrollo y lanzamiento
Antes de la revelación, los logotipos de F1 25 ya estaban presentes en los gráficos de carrera de la Fórmula Uno para 2025. El 25 de marzo de 2025, se anunció que Lewis Hamilton sería el piloto de la portada de la "Iconic Edition" del juego, con su traje rojo de Ferrari, y anunció una fecha de revelación para el 26 de marzo. La edición estándar del juego presenta a Oscar Piastri de McLaren, Carlos Sainz Jr. de Williams y Oliver Bearman de Haas, y sus respectivos autos, en la imagen de portada, marcando la primera vez desde F1 2015 y 2016 que los pilotos de Williams y Haas, respectivamente, están presentes en la portada. El juego también cuenta con la librea del equipo ficticio APXGP tal como aparece en la próxima película de F1 junto con escenarios inspirados en la película que los jugadores pueden realizar. El jugador también tiene la opción de fichar a los personajes de Braking Point 3 o F1 en My Team, así como competir contra los equipos ficticios Konnersport y APXGP en el modo carrera de piloto.
F1 25 es la primera entrega de la serie que no se lanza en consolas de octava generación desde F1 2014 y la serie centra su atención en las consolas de novena generación. Se lanzó en PlayStation 5, Microsoft Windows y Xbox Series X|S el 30 de mayo de 2025 y los jugadores que ordenaron la Iconic Edition obtuvieron acceso de tres días a partir del 27 de mayo de 2025. En Australia, el juego también se lanzó en formato físico en PlayStation 5 el 10 de junio.